# General Dynamics Land Systems
General Dynamics Land Systems Inc. (укр. Дженерал Дайнамекс Ленд Системз) — американська компанія, одна з найбільших виробників наземної бойової техніки в країні та у світі. Штаб-квартира — у Стерлінг-Гайтс, у штаті Мічиган.

## Зміст
Колектив дизайнерів, конструкторів, інженерів і техніків компанії «Дженерал Дайнамекс Ленд Системз» проектує, розробляє, виробляє та забезпечує всебічну підтримку випуску бойових машин, збройових систем для усіх видів збройних сил Сполучених Штатів, а також їхніх союзників у світі. Підприємство пропонує основні бойові танки та комплекти бойового захисту для ведення бою у вуличних умовах, бойові броньовані машини, протитанкові керовані ракети, командно-штабні, розвідувальні бронемашини та машини управління вогнем, інженерну бойову техніку, самохідні міномети тощо. Також компанія поставляє легкі броньовані бойові платформи на замовлення партнерів, машини підвищеного захисту від мінної загрози, спеціалізовану бронетехніку, а також тактичних роботів і автоматичні системи для військових, урядових та комерційних потреб.

## Галерея

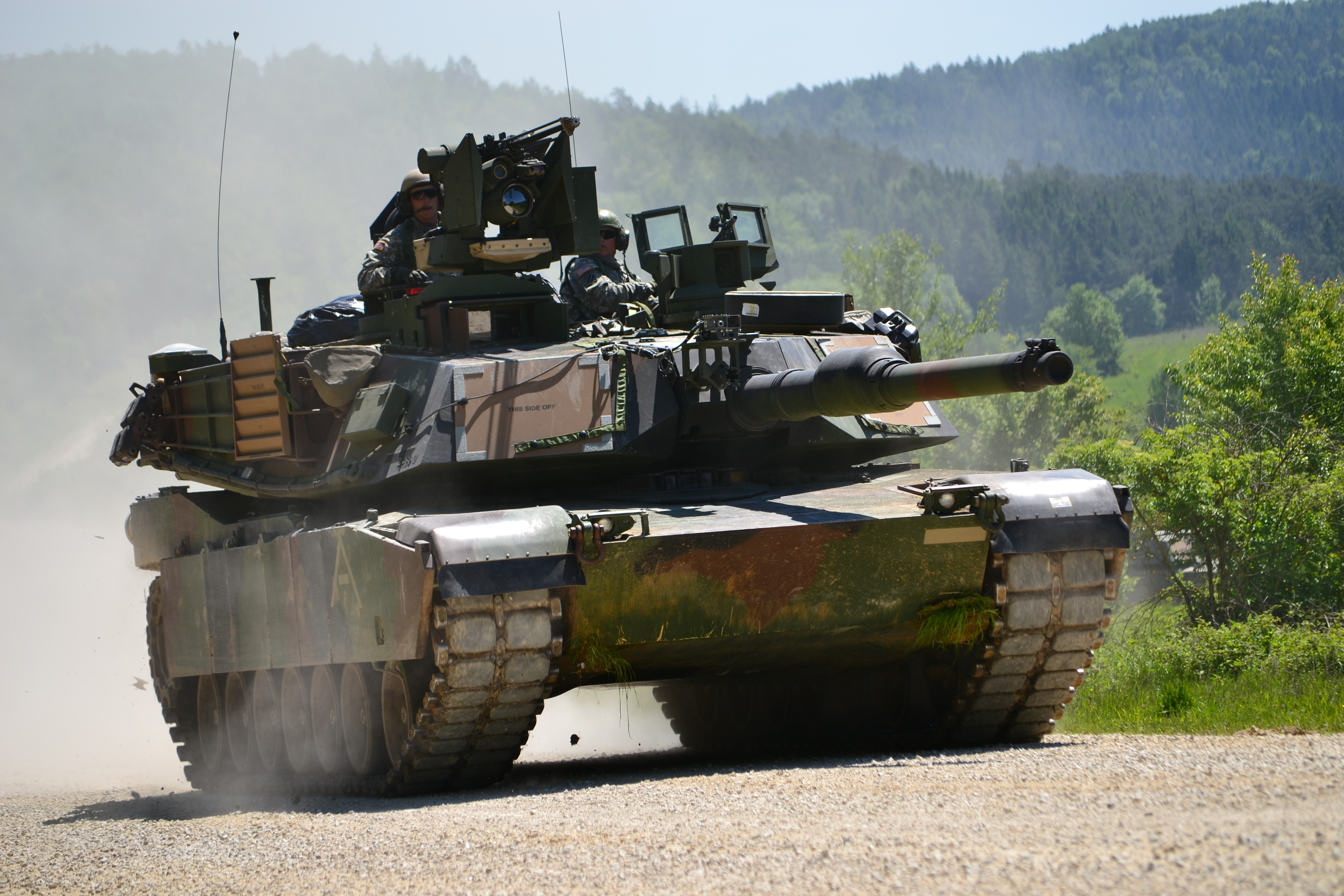
М1А2
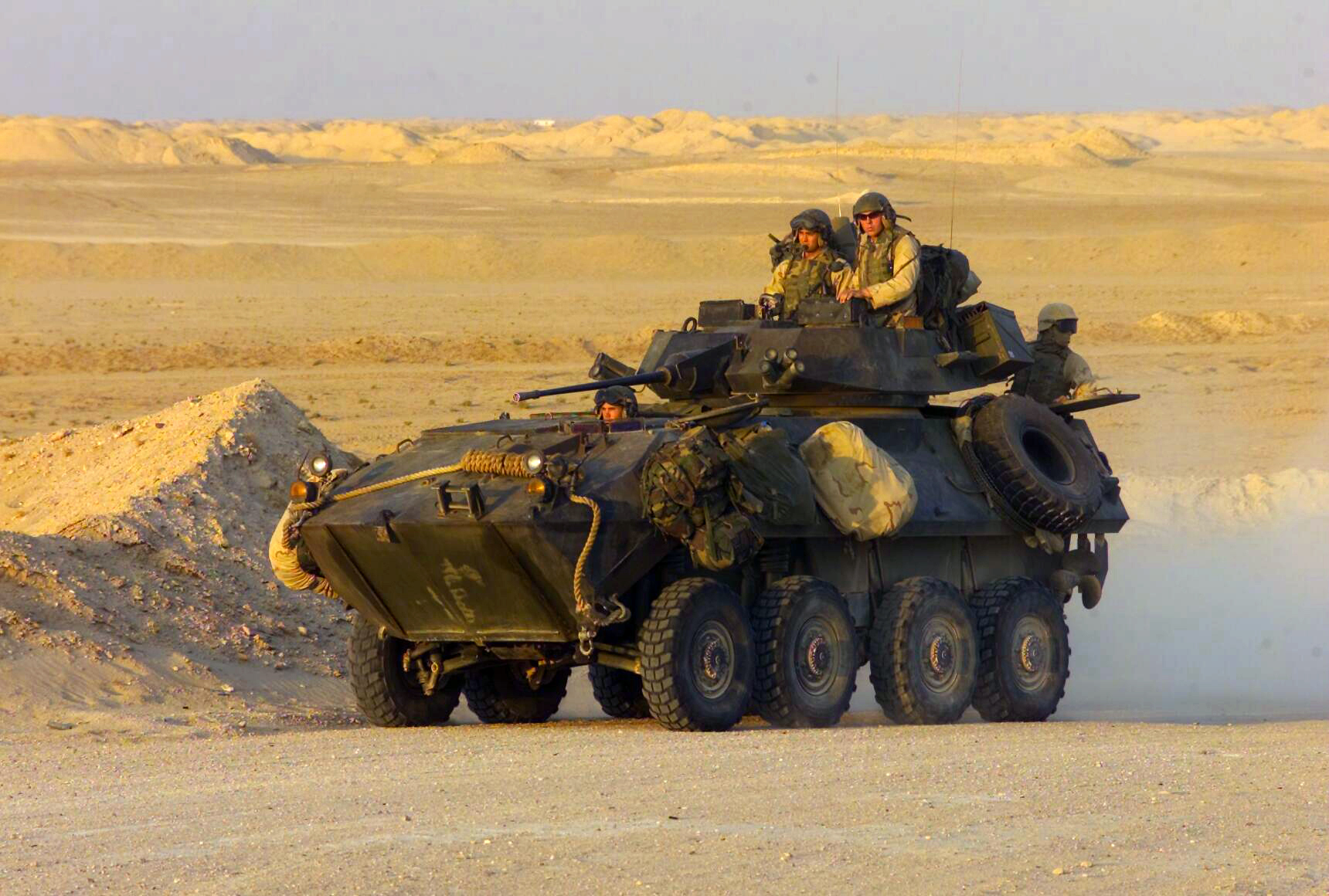
LAV-25
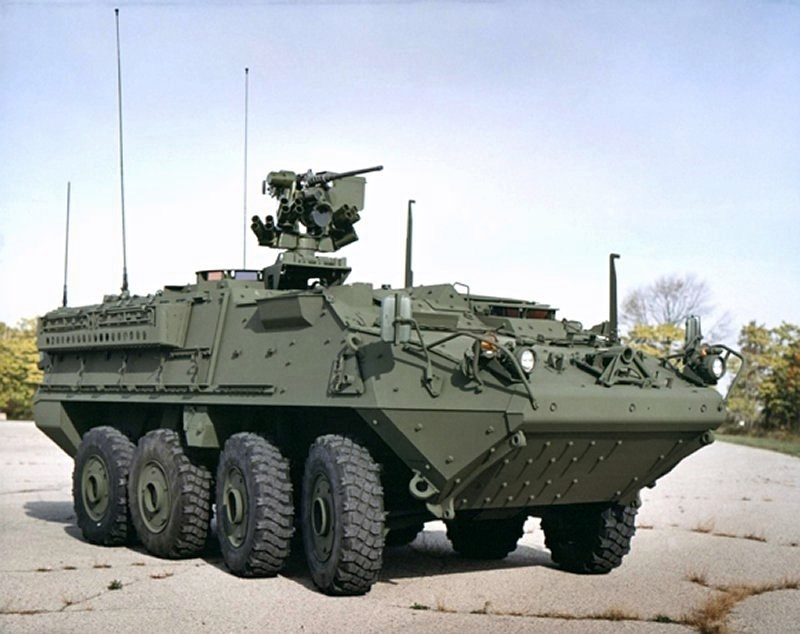
M1126 Infantry Carrier Vehicle (ICV)
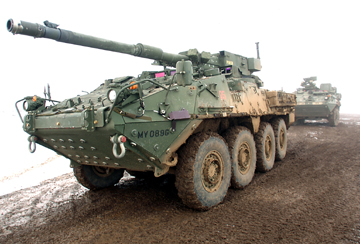
M1128 Mobile Gun System (MGS)
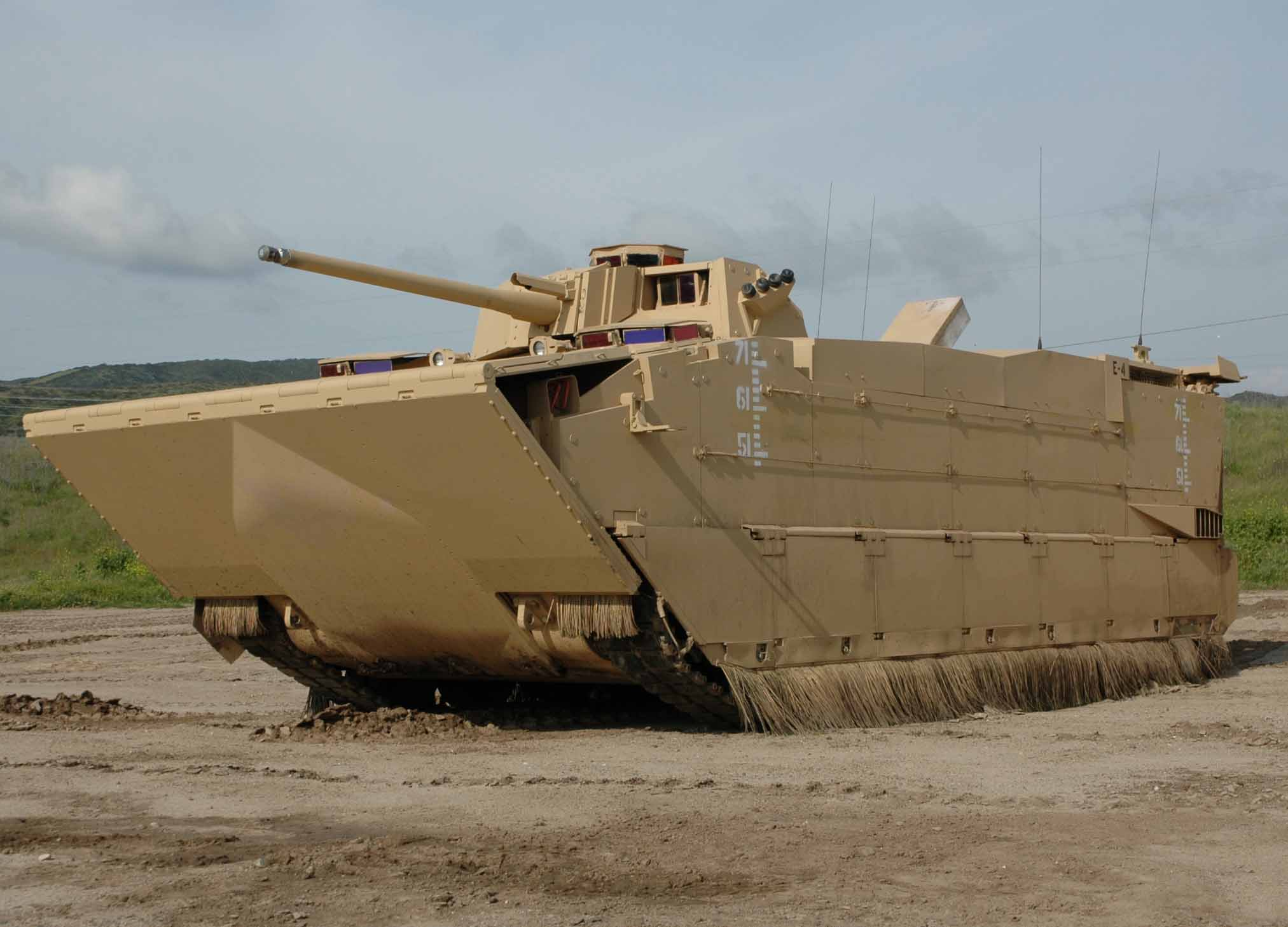
EFV

## Відео
- General Dynamics Land Systems — Light Armoured Vehicles (LAVs)